# Omega Sagittarii
Désignations
Omega Sagittarii (ω Sagittarii, abrégé en ω Sgr), appelée également Terebellum, est une étoile binaire de la constellation du Sagittaire. Sa magnitude apparente visuelle est d'environ 4,70. D'après la mesure de sa parallaxe par le satellite Gaia, le système est distant d'environ ∼ 76 a.l. (∼ 23,3 pc) de la Terre.

## Propriétés
Omega Sagittarii est un système binaire spectroscopique dans lequel ses deux étoiles complètent une orbite avec une période de 4,69 ans et selon une excentricité marquée de 0,82. Sa composante primaire est une étoile sous-géante de type spectral G5IV.

## Nomenclature
Omega Sagittarii formait avec 60, 62 et 59 Sagittarii, l'astérisme appelé Terebellum. D'après un memorandum de 1971 de la NASA, Terebellum était originellement le nom de quatre étoiles : Omega Sagittarii comme Terebellum I, 59 Sagittarii comme Terebellum II, 60 Sagittarii comme Terebellum III et 62 Sagittarii comme Terebellum IV. En 2016, l'UAI a organisé un groupe de travail sur les noms d'étoiles (WGSN) pour cataloguer et standardiser les noms propres des étoiles. Le WGSN a approuvé le nom Terebellum pour Omega Sagittarii le 5 septembre 2017 et il est maintenant inclus dans la liste des noms d'étoiles approuvés par l'UAI.
En chinois, 狗國 (Gǒu Guó), signifiant Territoire du Chien, fait référence à un astérisme constitué de Omega Sagittarii, 60 Sagittarii, 62 Sagittarii et 59 Sagittarii. Par conséquent, Omega Sagittarii elle-même est appelée 狗國一 (Gǒu Guó yī, la première étoile du Territoire du Chien).